# COSAFA Cup 2005 (składy)
Składy na czas trwania COSAFA Cup 2005. W nawiasach podane są kluby piłkarzy w czasie rozpoczęcia turnieju.

## Grupa A

### Madagaskar
Trenerzy: Jean Francois Dhebon i Bonaventure Boana. 

Bramkarze: Robin Rakotonirina (Commune Majunga), Kandy Rambelomasina (ECO Redipharm).

Obrońcy: Zafisalama Andriantsilaza (Stade Olympique Emyrne), Leonard Baraka (ECO Redipharm), Jimmy Fernand Rahajaniaiana (Stade Olympique Emyrne), Mamy Gervais Randrianrisoa (FC Antsanio), Jimmy Razakaniaina (Tfc PMU).

Pomocnicy: Marius Maharesy (ECO Redipharm), Mario Miradji (ECO Redipharm), Dimby Rabeariniala (Ajesaia), Sidore Rafenoarinosy (ECO Redipharm), Tojoharijoro Razafindrabe (TIA Antsirabe), Fulgence Razaoniasy (AS Adema), Jean de l’Or Tsaralaza (AS Adema).

Napastnicy: Rodson Joseph Dedy (Starlight Curepipe), Gervais Lantohasindrainy (AS Jirima Fanar), Praxis Rabemananjara (FC Pamplemousse), Paulin Voavy (Ajesaia).

### Mauritius
Trenerzy: Rajesh Gunesh i Elvis Antonie.

Bramkarze: Nicholas Doro (Pamplemousse SC), Yannick Macoa (Pas Mates).

Obrońcy: Henri Speville (AS Port Louis 2000), Cyril Mourgine (AS Port Louis 2000), Guillano Edouard (US Beau-Bassin/Rose Hill), Stephan L’Enfle (AS Port Louis 2000), Bassanio Diolle (Savanne SC), Jimmy Cundasamy (St Pierroise).

Pomocnicy: Sebastien Bax (Santos), Desire Periatambee (Le Mans FC), Gilbert Bayaram (AS Port Louis 2000), Ricardo Naboth (La Possession), Jerry Louis (St Denis FC), Washley Laboucherie (Savanne S.C.).

Napastnicy: Kersley Appou (AS Port Louis 2000), Christopher Perle (US Tamponnaise), Doddy Edouard (Faucon Flacq S.C.), Jiovanni Jubeau (Pamplemousse SC).

### Południowa Afryka
Trener: Stuart Baxter.

Bramkarze: Brian Baloyi (Mamelodi Sundowns), Tladi Mathibe (Kaizer Chiefs).

Obrońcy: Robyn Johannes (University of Pretoria), Mbulelo Mabizela (bez klubu), Lefa Mogaila (Silver Stars), Lucas Thwala (Orlando Pirates), Lucas Tlhomelang (Bloemfontein Celtic).

Pomocnicy: Lance Davids (TSV 1860 Monachium), Rowen Hendricks (FK Rostów), Junior Khanye (Kaizer Chiefs), Reagan Noble (Wits University), Siyabonga Siphika (Manning Rangers), Cyril Zuma (Maritzburg United).

Napastnicy: Lerato Chabungu, Rudi Issacs (obaj University of Pretoria), Trando Mngomeni (Helsingborg), Katlego Mphela (Racing Strasbourg), Sandile Ndlovu (Dynamos).

### Seszele
Trener: Bernard Dorasamy.

Bramkarze: Nelson Sopha (St Michel FC), Ricky Rose (Anse Reunion FC).

Obrońcy: Percy Larami (Red Star FC), Harry Libanotis (St Michel FC), Jonathan Bibi (La Passe FC), Brian Ravania (Red Star FC), Verna Rose (La Passe FC), Alex Nibourette (St Michel FC).

Pomocnicy: Henry Dufrene (St Michel FC), Garry Robert (St Michel FC), Denis Barbe (Survivors FC), Vincent Volcere (Red Star FC), Joffrey Brutus (Red Star FC).

Napastnicy: Philip Zialor (St Louis FC), Alpha Balde (St Louis FC), Wilness Brutus (Red Star FC), Robert Suzette (Sunshine FC), Jude Ladouce (La Passe FC), Ted Esther (La Passe FC).

## Grupa B

### Botswana
Trener: Vesselin Jelusic.

Bramkarze: Modiri Marumo (Botswana Defence Force XI), Kagiso Tshelametsi (Notwane).

Obrońcy: Ernest Amos (TASC FC), Ndiapo Letsholathebe (Police XI), Alex Matshameko (Botswana Meat Commission FC), Khumo Motlhabankwe (Extension Gunners), Mompati Thuma (Mogoditshane Fighters). 

Pomocnicy: Seaba Gabanakgosi (Township Rollers), Nelson Gabolwelwe (Botswana Defence Force XI), Mogogi Gabonamong (Township Rollers), Moemedi Moatlhaping (Township Rollers), Michael Mogaladi (Botswana Defence Force XI), Tebego Mothusi (TASC FC), Tshepo Motlhabankwe (Extension Gunners), Keoagetse Radipotsane (Notwane). 

Napastnicy: Duncan Kgopolelo (Police XI), Pontsho Moloi (Notwane), Tshepiso Molwantwa (Township Rollers), Joel Mogorosi (Botswana Meat Commission FC), Kgakgamotso Pharo (Botswana Defence Force XI).

### Mozambik
Trener: Artur Semedo.

Bramkarze: Rodrigo (Ferroviario Maputo), Victor (Desportivo Maputo).

Obrońcy: Caito (Costa do Sol), Fred (Ferroviario Maputo), Kito (Ferroviario Maputo), Mano (Al-Sahel), Zaide (Ferroviario Nampula), Zito (Ferroviario Maputo).

Pomocnicy: Artur (Maxaquene), Cantona (Ferroviario Maputo), Danito (Ferroviario Maputo), Domingues (Desportivo Maputo), Hagi (Ferroviario Maputo), Nelinho (Desportivo Maputo), Paulito (Mamelodi Sundowns).

Napastnicy: Chana (Ferroviario Maputo), Mauricio (Ferroviario Maputo), To (Jomo Cosmos).

### Namibia
Trener: Max Johnson.

Bramkarze: Attiel Mbaha (Blue Waters), Efraim Tjihonge (Black Africa).

Obrońcy: Richard Aoseb (Black Africa), Jeremia Baisako (Tigers FC), Richard Gariseb (Orlando Pirates), Nelson Geingob (Chief Santos), Moses Katjiteo (Black Africa), Gerson Keister (Black Africa), Steven Tjeenao (Chief Santos), Hartman Toromba (Black Africa).

Pomocnicy: Charlie Aoseb (Eleven Arrows), Brian Gurirab (Chief Santos), Rudi Louw (Civics), Sydney Plaatjies (Blue Waters), Johannes Seibeb (African Stars).

Napastnicy: Henrico Botes (Ramblers), Wilfred Coetzee (Black Africa), Heroldt Haimbodi (Golden Bees).

### Zimbabwe
Trener: Charles Mhlauri.

Bramkarze: Tapiwa Kapini (Highlanders), Energy Murambadoro (Caps United).

Obrońcy: Cephas Chimedza (Caps United), Herbert Dick (AmaZulu Bulawayo), Gift Lunga (Highlanders), James Matola (Buymore), Peter Moyo (Hwange FC), Method Mwanjili (Shabanie Mine), David Sengu (Caps United).

Pomocnicy: Honour Gombani (Highlanders), Leo Kurauzvione (Dynamos Harare), Justice Majabvi (Lancashire Steel), Clement Matawu (Motor Action), Raymond Undi (Caps United).

Napastnicy: Brian Badza (Caps United), Takesure Chinyama (Hwange FC), Sageby Sandaka (AmaZulu Bulawayo), Leonard Tsipa (Caps United).

## Grupa C

### Lesotho
Trener: Tony Hey.

Bramkarze: Thabo Khoboli (Lesotho Correctional Services), Isaah Mosala (Lioli).

Obrońcy: Lengana Nkhethoa (Lesotho Defence Force), Mohapi Ntobo (Matlama), Moitheri Ntobo (Lesotho Correctional Services), Sheli Ramoseeka (Lioli), Sello Seholoholo (Matlama).

Pomocnicy: Shalane Lehohla (Lesotho Correctional Services), Brown Makobe (Matlama), Boraro Matsoso (Liloi), Bushi Moletsane (Matlama), Bokang Mothoana (Likhopo), Malefetsane Pheko (Lesotho Defence Force), Ramashalane Taeli (Lesotho Correctional Services).

Napastnicy: Refiloe Potse (Lesotho Correctional Services), Thulo Ranchobe (Lesotho Defence Force), Motlatsi Rantja (Matlama).

### Malawi
Trener: Yasin Osman. 

Bramkarze: Simoen Kapuza (ESCOM), Swadick Sanudi (Bakili Bullets). 

Obrońcy: Godfrey Banda (Silver Strikers), Allan Kamanga Monomotapa (Highlanders FC), Peter Mponda Monomotapa (Highlanders FC), Maupo Msowoya (ESCOM), Petros Mwalweni (Bakili Bullets), Wisdom Ndhlovu (Bakili Bullets). 

Pomocnicy: Moses Chavula (Wanderers), James Chilapondwa (Bakili Bullets), Emmanuel Chipatala (Silver Strikers), Daniel Chitsulo (FC Kolonia), Joseph Kamwendo (Caps United), Fisher Kondowe (Bakili Bullets), John Maduka Bloemfontein (Celtic F.C.), Jacob Ngwira (ESCOM). 

Napastnicy: Noel Mkandawire (Civo United), Jimmy Zakazaka (Bakili Bullets).

### Suazi
Trener: Nyanga Hlope. 

Bramkarze: Mlondi Mdluli (Manzini Wanderers), Njabuliso Simelane (Green Mamba).

Obrońcy: Morris Dlamini (Royal Leopards), Sipho Dube (Green Mamba), Sipho Gumbi (Mbabane Swallows), Sabelo Mnisi (Mhlambanyatsi Rovers), Ngwazi Nxumalo (Manzini Wanderers), Mduduzi Sibiya (Manzini Wanderers), Vusi Soko (Young Buffaloes). 

Pomocnicy: Lwazi Maziya (Alabama University), Mxolisi Mthethwa (Royal Leopards), Sifiso Ntibane (Royal Leopards), Vusi Thumbatha (Sundowns), Tony Tsabedze (SuperSport United), Maxwell Zikalala (Green Mamba).

Napastnicy: Taribo Bhembe (Alabama University), Mfanzile Dlamini (Mhlambanyatsi Rovers), Mzwandile Mamba (Mbabane Swallows).

### Zambia
Trener: Kalusha Bwalya. 

Bramkarze: Kalililo Kakonje (Power Dynamos), Kennedy Mweene (Lusaka Celtic).

Obrońcy: Clive Hachilensa (ZESCO United), Francis Kasonde (Power Dynamos), Misheck Lungu (Green Buffaloes), Joseph Musonda (ZESCO United), Billy Mwanza (Power Dynamos), Kennedy Nkethani (ZANACO). 

Pomocnicy: Isaac Chansa (Orlando Pirates), Rainford Kalaba (Kitwe United), Christopher Katongo (Jomo Cosmos), Felix Katongo (Green Buffaloes), Clifford Mulenga (University Pretoria), Numba Mumamba (ZANACO), Perry Mutapa (Orlando Pirates), Mark Sinyangwe (Green Buffaloes). 

Napastnicy: Collins Mbesuma (Kaizer Chiefs), Davies Mwape (Chambishi).